# William Jones (VC)
William Jones (VC), (Bristol, 1839 - Manchester, 13 april 1913), was een Engelse gedecoreerde met het Victoria Cross, de hoogste en meest prestigieuze onderscheiding voor dapperheid en moed in het zicht van de vijand die kan worden toegekend aan de Britse en de Commonwealth (Gemenebest) strijdkrachten.

## Zijn levensloop
William Jones werd geboren in Bristol en woonde in Evesham, Worcestershire. Hij werd registraal ingeschreven te Birmingham in december 1858 op de leeftijd van 19 jaar. William Jones was gelegerd in Mauritius, Birma en India. Hij werd gelauwerd voor zijn lange dienst met de Good Conduct Medal. 
Hij was ongeveer 39 jaar oud toen hij als soldaat 593 B Co. dienst nam in het 2e Bataljon, 24e Regiment of Foot (later de South-Wales Borderers) van het  Britse leger. 
Tijdens de Zoeloe-oorlog vond bij de Slag bij Rorke's Drift de actie plaats waarvoor hij werd onderscheiden met het Victoria Cross.
Op 22 en 23 januari 1879 in Rorke's Drift, Natal, Zuid-Afrika, verdedigde hij en Robert Jones (VC) - ze waren geen familie van elkaar - samen de gevechtsposten in het veldhospitaal tot op het laatste moment, totdat de zes van de zevenendertig patiënten waren geëvacueerd uit het brandende ziekenhuis. De zevende patiënt was sergeant Maxfield, die waanzinnig was van de koorts. Alhoewel ze hem wisten aan te kleden, konden ze hem er niet toe aanzetten hem te verplaatsten door zijn tegenwerking en toen ze terugkwamen om hem weg te brengen, zagen ze dat hij doodgestoken was in zijn bed door de Zoeloes.
William Jones werd nadien behandeld in het Netley Hospital voor chronische reuma, waarvan hij dacht dat hij het had gekregen door de koude en vochtige nachten na Rorke's Drift, alvorens hij ontslagen werd op 2 januari 1880, en op 13 januari 1880 ontving hij zijn VC-onderscheiding van koningin Victoria in Windsor Castle. Met het verlaten uit het leger, probeerde hij in Birmingham werk te vinden, doch met weinig succes. Hij was echter niet in staat om handmatige arbeid te verrichten. Ten slotte slaagde hij erin om deel te nemen in een aantal ondernemingen, waaronder hij waarnemend figurant en acteur werd in Hamilton's Pantserorama en hij uiteindelijk in 1887 lid werd van het Buffalo Bill's Wild West Show, waar hij mee rondtoerde.
Later verhuisde William van Birmingham naar Rutland Water Street, Chorlton-on-Medlock, Manchester en in 1910 hield hij zijn VC als onderpand, nadat hij moeilijke perioden kende en doormaakte. Hij werd toegelaten in een armenhuis in Bridge Street, Manchester. William Jones was een van de weinige overlevenden van de slag bij Rorke's Drift. Hij overleed op 15 april 1913 op 74-jarige leeftijd en werd begraven op het Philip's Park. Williams graf bevindt zich op het Philip's Park Cemetery Manchester op sectie D-887 en een grote blauwe herdenkingsplaquette siert de wand van een van de twee afgedankte kerken, de grootste kerk, naast een andere gedenksteen ter herinnering aan WW I- en Victoria Cross gedecoreerde, George Stringer (VC). De kerken zijn niet meer in gebruik.
Na vier jaar van de verkiezingscampagne, op 2 november 2007 werd een ceremonie gehouden bij Philip's Park Cemetery, om de onthulling te vieren van een nieuwe grafsteen op het graf.

## Eervolle vermelding
Samen met Robert Jones (VC) verdedigde William Jones (VC) de gevechtsposten in het ziekenhuis, dat uitkeek op de Oscarberg-heuvel van waaruit een gedeelte van de Zoeloes aanvielen en hevig binnendrongen in het hospitaal. Tot op het laatst evacueerden ze nog zes van de zevenendertig patiënten uit deze benarde situatie. De zevende, sergeant Maxfield, 2e Bataljon, 24e Regiment, was krankzinnig door de felle koorts. Hoewel ze eerder hem hadden aangekleed, waren ze niet in staat hem weg te brengen. Wanneer soldaat Robert Jones terugkeerde op gevaar voor zijn leven, vond hij de sergeant doodgestoken door de Zoeloes in zijn bed. Uiteindelijk ontsnapte Robert Jones uit het brandende ziekenhuis waar hij lichte brandwonden opliep, getroffen door een Zoeloekogel en viermaal verwond werd door assegaaien.
William Jones moest helaas zijn VC in 1910 verpanden toen hij te maken kreeg met harde tijden die voor hem in de jaren 1890's begonnen waren. Zijn Victoria Cross ligt nu tentoon in het South-Wales Borderers Museum, Brecon, Powys, Wales.

## Met het Kruis
. 

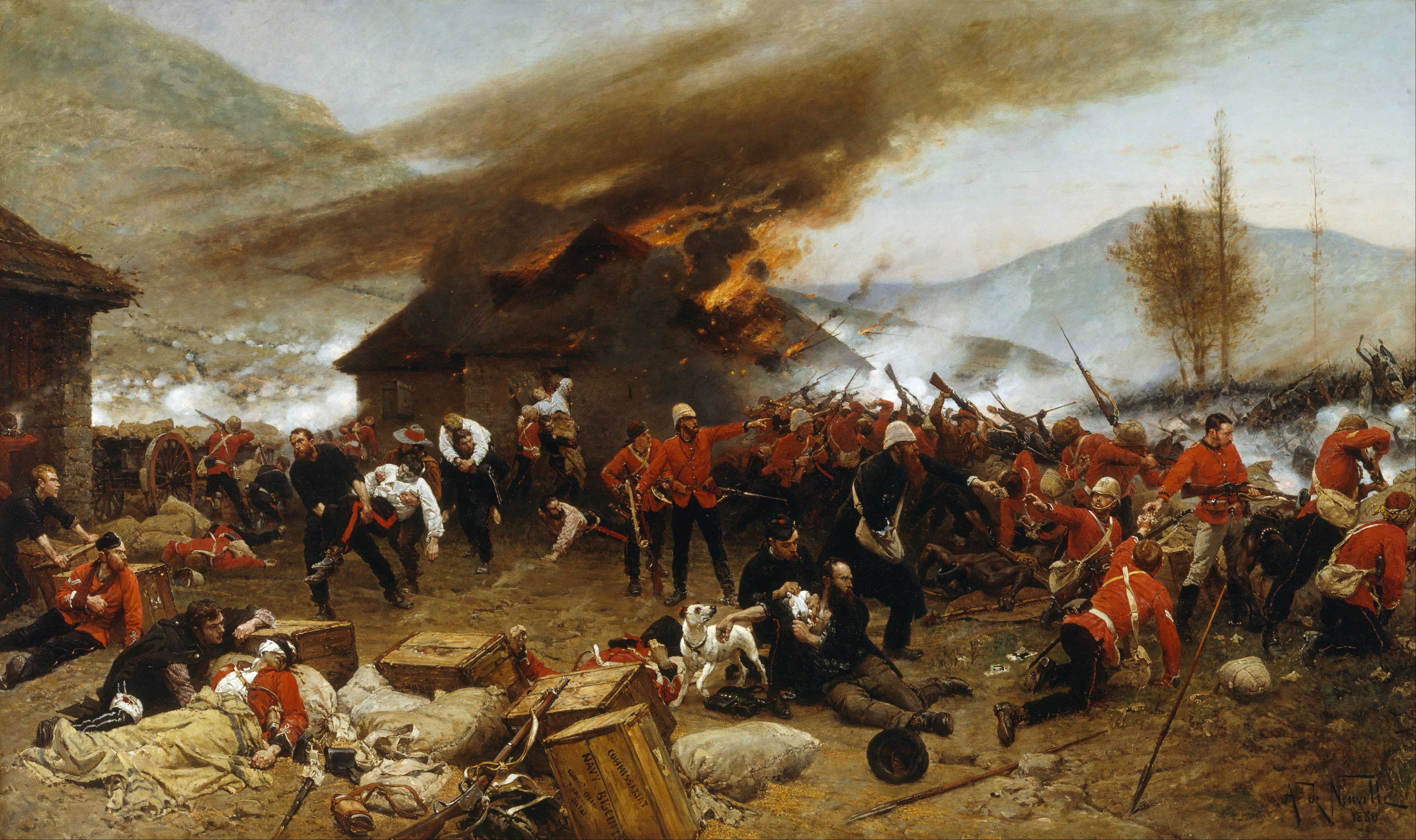
De Britse verdediging tegen de stormloop van de Zoeloes in Rorke's Drift. Op de achtergrond het brandende hospitaal - Schilderij van Alphonse-Marie-Adolphe de Neuville

Op de Britse Radio 4, 2.15pm "Bearing the Cross", was er een luisterspel van Ken Blakeson, die het leven van de drie soldaten uitbeelden, die gevochten hadden in Rorke's Drift en uitgezonden werd op BBC Radio 4. Nigel Anthony speelde William Jones (VC), Sebastian Harcombe speelde Robert Jones (VC) en Jon Strickland was dan Alfred Henry Hook (VC). Het toneelstuk zelf begon in 1887, in het Buffalo Bill's Wild West Show in Londen, waar de strijd tegen de Zoeloes werd uitgebeeld, met soldaat William Jones (VC) als presentator.
- Zie Zulu-film

## Decoraties
- Victoria Cross op 2 mei 1879
- Long Service & Good Conduct Medal[2]